# Антонелли, Франко
Франко Антонелли (итал. Franco Antonelli; 28 марта 1934, Коллаццоне, Умбрия — 31 января 2022, Турин) — итальянский легкоатлет, специалист по бегу на длинные дистанции. Выступал за сборную Италии по лёгкой атлетике в 1958—1964 годах, чемпион Италии в дисциплине 10 000 метров, победитель стартов международного и национального значения, участник летних Олимпийских игр в Риме.

## Биография
Франко Антонелли родился 28 марта 1934 года в коммуне Коллаццоне провинции Перуджа, регион Умбрия. Занимался лёгкой атлетикой в Турине, одновременно с этим работал на автомобильном заводе Fiat.
В 1958 году впервые вошёл с состав итальянской национальной сборной, с этого времени регулярно принимал участие в различных турнирах международного значения.
Благодаря череде успешных выступлений в 1960 году удостоился права защищать честь страны на летних Олимпийских играх в Риме — в программе бега на 10 000 метров показал время 30:47.4, расположившись в итоговом протоколе соревнований на 27-й строке.
В 1961 году установил свой личный рекорд на дистанции 10 000 метров — 29:46.0. На домашнем чемпионате Италии в Турине с результатом 30:41.6 превзошёл всех соперников в той же дисциплине и завоевал золотую награду.
В 1962 году стал вторым в зачёте итальянского чемпионата, выиграл традиционный 10-километровый забег «Джиро аль Сас» (ит.) в Тренто.
В 1963 году вновь получил серебро итальянского первенства. Стартовал в беге на 10 000 метров на Средиземноморских играх в Неаполе, но сошёл здесь с дистанции, не показав никакого результата.
В 1964 году Антонелли покинул распоряжение итальянской сборной. В общей сложности в течение своей спортивной карьеры он представлял Италию на 17-и международных стартах.
Умер 31 января 2022 года в Турине в возрасте 87 лет.